# PTTケミカル
PTTケミカル（英語: PTT Chemical略称PTTCH）は、タイの石油化学メーカー。PTT傘下。
主力製品はエチレン、プロピレンなど。
SET 50 Indexの採用銘柄である。(2008年2月現在)

## 歴史
- 2005年12月　ナショナル・ペトロケミカルとタイ・オレフィンズが合併して誕生